# Université de Rouen
Université de Rouen – francuska uczelnia publiczna położona w mieście Rouen. Uniwersytet należy do Akademii Rouen, zrzeszającą także Université du Havre. Obecnie na uczelni studiuje ponad 25 000 studentów wszystkich fakultetów, wspartych ponad 2 500 kadrą naukową oraz administracyjną.
Uniwersytet został założony w 1966 roku, choć historia uczelni sięga roku 1605, kiedy otworzono w Rouen wyższe kolegium medyczne. Obecnym rektorem jest Cafer Ozkul, który objął tę funkcję w 2007 roku.

## Wydziały
- Wydział Językoznawca
- Wydział Historii
- Wydział Filozofii
- Wydział Geografii
- Wydział Psychologii
- Wydział Socjologii
- Wydział Nauk Ścisłych
- Wydział Prawa
- Wydział Medycyny oraz Farmaceutyki
- Wydział Informatyki oraz Technologii